# Katolickie seminarium duchowne w Rydze
Katolickie Seminarium Duchowne w Rydze – rzymskokatolickie seminarium duchowne w Rydze przygotowujące do stanu duchownego kleryków Metropolii ryskiej, jedyne seminarium katolickie na Łotwie, jedno z dwóch, obok kowieńskiego, które funkcjonowało na terenie ZSRR. W latach 70. i 80. XX w. miało status „międzyrepublikańskiego” i mogło przyjmować kandydatów na kapłanów z innych republik Związku Radzieckiego.

## Historia
Seminarium zostało założone w 1920 roku przez biskupa Rygi Antonijsa Springovičsa. Początkowo mieściło się przy bazylice w Agłonie, w 1924 roku zostało przeniesione do Rygi, gdzie do 1940 roku mieściło się przy ulicy Altonavas 6, od 1946 roku mieści się przy ulicy Katoļu 16.
Pierwszym rektorem seminarium był Jázeps Rancāns (1920–1944), przez wiele lat jego rektorami byli Pēteris Strods (1940–1960), Antons Justs (1994–2006). W latach 30. XX w. w seminarium pracował ks. Boļeslavs Sloskāns. Uczelnia nie funkcjonowała w latach 1940–1943 oraz 1951–1954.
W 1980 r. dzięki zabiegom dyplomatycznym kardynała Julijansa Vaivodsa uzyskano pozwolenie na rozbudowę uczelni. Ponadto Seminarium Duchowne w Rydze otrzymało status „międzyrepublikańskiego”, co oznaczało, że mogło przyjmować kandydatów do kapłaństwa z innych republik ZSRR. Ponieważ wśród kleryków przeważali Polacy, językiem wykładowym był język polski. 
Obecne budynki seminarium zostały zbudowane w latach 1983 i 1992. W 1999 r. na bazie seminarium utworzono Instytut Teologiczny w Rydze.
8 września 1993 r. seminarium odwiedził papież Jan Paweł II, podczas swojej wizyty na Łotwie. W latach 2008–2010 ojcem duchownym był arcybiskup Zbigniew Stankiewicz.
W 2020 roku uczelnia obchodziła 100-lecie założenia.

## Absolwenci
Wśród absolwentów uczelni jest kardynał Jānis Pujats, biskupi Andris Kravalis (późniejszy ojciec duchowny w seminarium), Viktors Stulpins (ekonom uczelni w latach 2010–2013), Edward Pawłowski (wykładowca w latach 1976–2000) oraz biskupi Antoni Dziemianko, Kazimierz Wielikosielec, Jānis Cakuls, Vilhelms Lapelis, Jānis Bulis, Witalij Skomarowski, Leon Dubrawski, Marcjan Trofimiak, Jan Purwiński, Bronisław Bernacki, Petro Herkulan Malczuk oraz ks. Antoni Juchniewicz.

## Źródła
- Historia uczelni na stronie internetowej Seminarium
- Latvijas enciklopēdija. 4. sējums. Rīga : Valērija Belokoņa izdevniecība. 2007. 963. lpp. ISBN 978-9984-9482-4-9.
- Cakuls. J. 2001. Latvijas Romas katoļu Baznīcas vēstures materiāli. XX. gs. 436. - 445. lpp.